# Everything Remains as It Never Was
Everything Remains (As It Never Was) (englisch für „Alles bleibt, wie es niemals war“) ist das vierte Studioalbum der Schweizer Pagan-Metal-Band Eluveitie. Erschienen ist es am 19. Februar 2010 unter dem deutschen Plattenlabel Nuclear Blast. Zuvor hatte die Band bereits im Dezember ein Musikvideo und eine Single zum Song Thousandfold veröffentlicht. In einem Interview mit dem deutschen Musikmagazin Metal Hammer im März 2009 kündigte Chrigel Glanzmann an, dass das Album vermutlich unter dem Titel Visions erscheinen soll, wozu es letztlich aber nicht kam.

## Stil

### Musik
Nach dem komplett akustisch gehaltenen Album Evocation I – The Arcane Dominion lehnt sich das aktuelle Album wieder klar an Slania an. Neben Instrumenten wie E-Gitarre und Schlagzeug treten immer wieder Passagen mit Drehleier oder Sackpfeife in den Vordergrund. Das Spektrum der verwendeten Instrumente ist sehr breit und beinhaltet folgende Instrumente: Schlagzeug, Bass-, akustische und E-Gitarre, Geige, Drehleier, Sackpfeife, Flöte, Uilleann Pipes (irischer Dudelsack), Mandola, Mandoline und Bodhrán.
Die Kombination aus klassischen und Folk-Instrumenten wird auf der CD weiter vorangetrieben, sodass die beiden Elemente noch stärker als bei Slania miteinander verschmelzen. Jedoch folgt Glanzmann nach eigenen Aussagen beim Komponieren keinen bestimmten Kurs, sondern schreibt intuitiv ohne zuvor festgelegte Zielsetzung. Er gab jedoch gegenüber dem Metal Hammer an, sich beim Komponieren durch die größtenteils zuvor verfassten Texte inspirieren zu lassen, so dass die Musik auf dem Album oftmals „härter, düsterer und melancholischer“ als auf den Voralben geworden ist. Bedingt durch Instrumente und Gesang ist das Album dem Pagan Metal bzw. dem Melodic Death Metal zuzuschreiben. Vereinzelt finden sich auch Einflüsse anderer Metal-Genres, wie dem Thrash Metal in „Kingdom Come Undone“.
Entscheidend für den Klang der CD war laut Chrigel Glanzmann vor allem das Mastering durch den walisischen Metalproduzent Colin Richardson. Über Produzenten Tommy Vetterli äußerte sich Glanzmann mit den Worten „Tommy war das Beste, was uns passieren konnte. Ich wüsste nicht, mit wem wir sonst unsere nächsten Platten aufnehmen sollen.“ Empfohlen wurde der Band der Produzent durch ihren Manager. Die Anfrage an Richardson war zunächst aufgrund eines eher knappen Budgets nur als Spaß gemeint, so Glanzmann, jedoch zeigte dieser sich überzeugt von der Band und übernahm die Abmischung schließlich.

### Texte
Die Songtexte sind auf Everything Remains (As It Never Was) in Englisch gehalten. Zusätzlich beinhaltet das Album mit Isara und Setlon zwei instrumentale Lieder.
Der Fokus des Albums liegt inhaltlich, laut Chriegel Glanzmann, „[…] auf der emotionalen, menschlichen Seite.“ Gegenüber dem Metal Hammer führte er weiterhin aus:

„Wenn man sich mit Geschichte – egal welcher Epoche – beschäftigt, dann bekommt man meist nur harte Fakten geliefert. Der Krieg dauerte von dann bis dann, Punkt. Wir betrachten immer nur die Oberfläche eines Bildes. Aber es wird schnell vergessen, dass dahinter Individuen wie du und ich standen – ganz normale Menschen mit ihren Hochs und Tiefs. Aus deren Sicht habe ich die Texte verfasst. Natürlich ist so eine Herangehensweise heikel, weil viel auf Spekulation beruht. Die Wissenschaft ist heute schon sehr weit. Aber keiner kann mit Sicherheit sagen, was die Menschen damals wirklich gedacht und geträumt haben. Es war ja niemand dabei. Grundsätzlich ist mir jedoch schon wichtig, dass meinen Texten immer eine gewisse Sachlichkeit und wissenschaftliche Fundiertheit zugrunde liegt.“

## Inhalt

### Titelliste
1. Otherworld – 1:57
2. Everything Remains as It Never Was – 4:25
3. Thousandfold – 3:20
4. Nil – 3:43
5. The Essence of Ashes – 3:59
6. Isara – 2:44
7. Kingdom Come Undone – 3:22
8. Quoth the Raven – 4:42
9. (Do)Minion – 5:07
10. Setlon – 2:36
11. Sempiternal Embers – 4:52
12. Lugdūnon – 4:01
13. The Liminal Passage – 2:15
Limited Edition Bonustracks
14. Otherworld Set – 2:34
15. The Liminal Passage Set – 2:49

#### Musikvideos
1. Videoclip von Thousandfold
2. Making-of des Videoclips
3. Ein tieferer Einblick in die Songtexte
4. Making-of des Albums
5. Aufnahme von Thousandfold
6. Aufnahme von (Do)Minion
7. Aufnahme von Quoth the Raven

Ausserdem enthält das «Limited Edition Boxset» ein exklusives Eluveitie-Pendant.

## Tour
Nach Veröffentlichung der Tour startete die Band die Everything Remains, die knapp zwei Jahre, bis Januar 2012 dauerte, und die Band durch ganz Europa sowie Nord- und Südamerika führte. Zunächst war die Band als Co-Headliner bei der Paganfest-Tour im Frühjahr 2010 dabei, bevor sie vom 8. bis 25. April als Vorband zu Amon Amarth durch die USA und Kanada tourte.

## Rezension
Das Album ist in den deutschen Albumcharts auf Platz 19 und im Herkunftsland Schweiz auf Platz 8 eingestiegen. In Österreich, Frankreich und Finnland konnte die Band mit diesem Album erstmals eine Chartplatzierung erreichen. Mit Platz 31 in Finnland klassierte sich das Album kurzzeitig sogar besser, als das Album Nifelvind der finnischen Folk-Metal-Band Finntroll.
Marc Halupzock vom Metal Hammer schließt sein Fazit der Listening-Session mit den Worten:

„[…]Everything Remains (As It Never Was) ist das härteste und dunkelste Album der Alpenländer. Dabei bleiben die typischen Melodien allerdings erhalten – ein scheinbarer Widerspruch, der prima zum Titel der Scheibe passt.“

Im Review erhielt das Album durch den Metal Hammer 6 von 7 Punkte und wird durch Sebastian Kessler kommentiert mit „Kaum einer Folk Metal-Band gelingt es auf so bestechende Weise, beinharten Metal mit tanzbaren Melodien und authentischer Tradition zu verbinden.“